# Basílica de San Pedro (Guimarães)
La Basílica de San Pedro (en portugués: Basílica de São Pedro) es un templo católico construido en estilo neoclásico en la freguesia de Oliveira, São Paulo y São Sebastião, Guimarães, al norte del país europeo de Portugal.
Si bien su origen se remonta a principios del siglo XVII, su construcción comenzó en 1737. En el año 1750 fue bendecida su capilla y acoge la imagen de su santo patrono. La obra se dio formalmente por finalizada entre 1883 y 1884 aunque la fachada aún no se había completado. A día de hoy sigue faltando el segundo campanario.
El templo fue profanado durante las guerras napoleónicas y fue utilizado como establo. Recibió el título de basílica menor en 1751 del papa Benedicto XIV. La basílica sigue un estilo neoclásico muy austero y sencillo.